# Rubén Costas

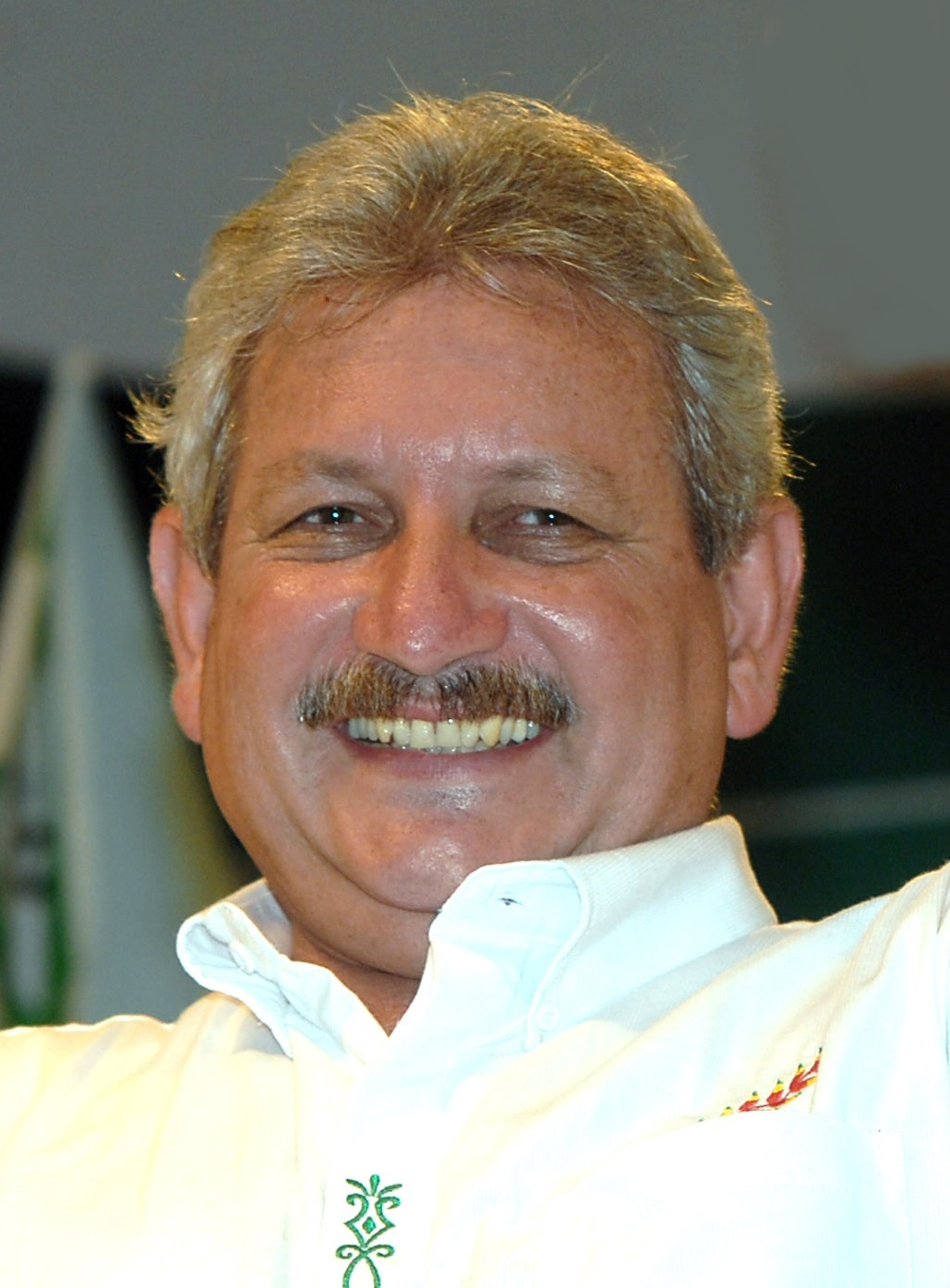
Rubén Costas 2007

Rubén Armando Costas Aguilera (* 6. Oktober 1955 in Santa Cruz de la Sierra) ist ein bolivianischer Politiker und gewählter Präfekt des Departamento Santa Cruz. Er ist verheiratet mit Sonia Vincenti und Vater von vier Söhnen Ruben, Nicolas, Jose Gustavo und Leonardo.

## Politischer Werdegang
Costas ist von Beruf Agronom. Er war Leiter des „Bundes der Viehzüchter von Bolivien“ (Confederación de Ganaderos de Bolivia), des „Verbandes der Milchproduzenten“ (Asociación de Productores de Leche), der „Landwirtschaftskammer des Ostens“ (Cámara Agropecuaria del Oriente (C.A.O.)) und des „Bürgerkomitees von Santa Cruz“ (Comité Cívico de Santa Cruz) in den Jahren 2003 und 2004.
An den Präsidentschaftswahlen vom 18. Dezember 2005 wurden erstmals die Präfekten der neun Departamentos Boliviens direkt vom Volk gewählt. Ursprünglich war dies von der Verfassung nicht vorgesehen und der bolivianische Präsident ernannte die Präfekte. Nach Verhandlungen stimmte jedoch das bolivianische Parlament für ein Gesetz zur Direktwahl der Präfekte.
Seit seiner Wahl entwickelt sich Costas zum konservativen Widersacher des gleichzeitig gewählten Staatspräsidenten und Anführer der sozialistischen bolivianischen Partei Movimiento al Socialismo (MAS), Evo Morales.
Costas treibt dabei auch die Bestrebungen des Departamentos Santa Cruz für eine innere Autonomie voran. In Bolivien streben die reicheren östlichen Departamentos des bolivianischen Tieflandes, der sogenannte „Media Luna“, nach mehr Unabhängigkeit von der Zentralgewalt. Siehe hierzu: Bolivien: Verfassung